# 마야딘
마야딘은 시리아 동부의 데이르에조르 주에 위치한 도시로, 유프라테스강과 접하고 있다.

## 역사
마야딘은 시리아 내전을 틈타 2014년에 이라크 북부에서 시리아 동부까지 점령한 수니파 무장단체인 IS가 2017년 4월에 미군과 시리아 민주군(SDF)의 공세에 락까 대신 수도로 정했던 곳이다. 그러나, 마야딘은 러시아군의 지원을 받은 시리아 정부군에 의해 2017년 10월 14일에 락까보다 사흘 앞서 탈환되었다.
IS는 마야딘에서 다시 유프라테스강에 접한 이라크의 국경 도시인 '알 카임'으로 거점을 옮겼으나, 이곳 역시 2017년 11월 3일에 이라크 군에 의해 해방되었다. IS는 알 카임과 마주보고 있는 시리아의 국경 도시인 아부카말(Abu Kamal)에 집결했으나 이곳도 같은 해 11월 19일에 시리아 정부군에 의해 완전히 장악되었고, 이후 IS는 유프라테스강 동쪽의 국경 근처에서 가까스로 유지되고 있다.

## 기후
| Mayadin의 기후           | Mayadin의 기후 | Mayadin의 기후 | Mayadin의 기후 | Mayadin의 기후 | Mayadin의 기후 | Mayadin의 기후 | Mayadin의 기후 | Mayadin의 기후 | Mayadin의 기후 | Mayadin의 기후 | Mayadin의 기후 | Mayadin의 기후 | Mayadin의 기후 |
| 월                       | 1월            | 2월            | 3월            | 4월            | 5월            | 6월            | 7월            | 8월            | 9월            | 10월           | 11월           | 12월           | 연간           |
| ------------------------ | -------------- | -------------- | -------------- | -------------- | -------------- | -------------- | -------------- | -------------- | -------------- | -------------- | -------------- | -------------- | -------------- |
| 일평균 최고 기온 °C (°F) | 13.2 (55.8)    | 16.1 (61.0)    | 20.3 (68.5)    | 26.1 (79.0)    | 32.1 (89.8)    | 37.7 (99.9)    | 40.4 (104.7)   | 40.3 (104.5)   | 35.9 (96.6)    | 29.7 (85.5)    | 21.8 (71.2)    | 15.1 (59.2)    | 27.4 (81.3)    |
| 일평균 최저 기온 °C (°F) | 2.7 (36.9)     | 3.9 (39.0)     | 6.9 (44.4)     | 11.6 (52.9)    | 16.7 (62.1)    | 21.4 (70.5)    | 24.3 (75.7)    | 24.0 (75.2)    | 19.5 (67.1)    | 13.8 (56.8)    | 7.8 (46.0)     | 3.9 (39.0)     | 13.0 (55.5)    |
| 평균 강수량 mm (인치)    | 27 (1.1)       | 22 (0.9)       | 23 (0.9)       | 21 (0.8)       | 9 (0.4)        | 0 (0)          | 0 (0)          | 0 (0)          | 1 (0.0)        | 7 (0.3)        | 12 (0.5)       | 24 (0.9)       | 146 (5.7)      |
| 출처:                    |                |                |                |                |                |                |                |                |                |                |                |                |                |

## 같이 보기
- 시리아 내전
- 이라크 내전 (2014년 - 2017년)
- 락까